# José da Gama Malcher
José da Gama Malcher (Monte Alegre, 19 de março de 1814 — Belém, 13 de abril de 1882) foi um médico e político brasileiro.
Filho do coronel Aniceto Francisco Malcher e de Maria do Carmo da Gama Lobo Malcher, além de sobrinho-neto de Félix Clemente Malcher, José da Gama Malcher fez os cursos primário e secundário em Belém e, em 1834, ingressou na Faculdade de Medicina da Bahia. Retornando a Belém, filiou-se ao Partido Liberal e em 1844 ganhou a eleição para vereador de Belém.
Na Câmara Municipal passa mais de 30 anos de sua vida, chegando a ser o presidente que ficou por mais tempo no cargo, 23 anos no total, primeiramente entre 1848-1868 e depois entre 1879-1882. Em sua homenagem, há na Cidade Velha de Belém a Rua Doutor Malcher, bem como uma estátua no bairro da Campina, na praça atrás da Igreja das Mercês.
Foi também vice-presidente da província do Pará, tendo assumido a presidência três vezes: de 9 a 18 de março de 1878, de 29 de março a 27 de abril de 1881 e de 4 de janeiro a 27 de março de 1882.
Foi casado com sua prima Anna Cândida da Gama e Silva, e juntos tiveram, entre os filhos, José Cândido da Gama Malcher (1852—1921), grande compositor, pianista e regente. Dentre outros descendentes, encontram-se os netos Aquiles da Gama Malcher, Giuseppe Gama Malcher e Umberto Gama Malcher, destacados nos primórdios do futebol da Itália; e os bisnetos José Carneiro da Gama Malcher (1872-1956), deputado estadual/federal e governador, e Alberto Gama Malcher, árbitro de futebol na Copa do Mundo FIFA de 1950.